# Pygmalion (Tyr)
Pour les articles homonymes, voir Pygmalion.
Dans la mythologie grecque, Pygmalion est fils de Bélos et frère de Didon, Anne et Barca. Il monte très jeune sur le trône après la mort de son père. Avide de pouvoir, il assassine alors Sychée (Sycharbas), son beau-frère et oncle maternel, pour s'emparer de ses richesses, ce qui provoque l'exil de sa sœur Didon.

## Légende
Pygmalion accède au pouvoir à la mort de son père, avec sa sœur (Didon). Sa sœur épouse leur oncle paternel Acherbas, dont le statut de grand-prêtre de Melqart lui procure autant d'autorité que le roi. Avide de richesses, Pygmalion le tue au cours d'une partie de chasse, faisant croire à un accident. Didon faisant preuve de subtilité, demande l'autorisation à Pygmalion de s'installer à  Cartha, petite ville entre Tyr et Sidon, avec Barca et Anne. Celui-ci accepte, pensant qu'elle apportera les richesses de son époux décédé, et lui met à  disposition des navires. Elle en profite pour le fuir. Elle fera escale à Chypre avant d'arriver en Tunisie ou elle fonde la nouvelle capitale phénicienne de Carthage.

## Histoire
Pumiatom le modèle du « Pygmalion » des Grecs était le fils du roi Mattan Ier. Il vécut cinquante-six ans et régna quarante-sept ans à Tyr de 821 à 774 .av J.C. Pumiatom monte sur le trône après la mort de son père. Il a un frère Barca, et deux sœurs : Elissa (Didon) et Anne.
Sa sœur Élissa (Didon) avait épousé leur oncle Acherbas, prêtre de Melqart qui possédait de grandes richesses. Pumiatom dans la septième année de son règne (814/813), fait assassiner Acherbas. Elissa avec un groupe de citoyens fidèles à son époux disparu, s'enfuit secrètement à Chypre après avoir rendu hommage au dieu Melqart.
À Chypre le grand prêtre d'Astarté consentit à les accompagner à la condition que dans la future colonie à créer, le sacerdoce demeurerait héréditaire dans sa famille. Quatre-vingts jeunes filles destinées à la prostitution sacrée furent également emmenées. Les fugitifs accostèrent ensuite directement en Tunisie où ils allaient fonder la ville de Carthage.

## Sources
- Josette Elayi, Histoire de la Phénicie, Paris, Perrin, 2013, 341 p. (ISBN 978-2-262-03662-1)
- Sabatino Moscati, Les Phéniciens, Paris, Arthème Fayard, coll. « Marabout Université », 1971, 278 p. (ISBN 2501003543)
- Virgile, Énéide [détail des éditions] [lire en ligne] (I, 346 et suiv.).
- Fénelon, Les Aventures de Télémaque (1699) Troisième Livre.